# Baros (plaats in Serang)
Baros is een bestuurslaag in het regentschap Serang van de provincie Banten, Indonesië. Baros telt 5819 inwoners (volkstelling 2010).